# Cautires maseki
Cautires maseki – gatunek chrząszcza z rodziny karmazynkowatych i podrodziny Lycinae.
Gatunek ten opisany został po raz pierwszy w 2016 roku przez Alice Jiruskovą, Michala Motykę i Ladislava Bocáka z Uniwersytetu Palackiego na łamach European Journal of Taxonomy. Opisu dokonano na podstawie okazów odłowionych w 2003, 2004 i 2013 roku. Jako miejsce typowe wskazano górę Beremban w stanie Pahang. Epitet gatunkowy nadano na cześć Michala Maska z Uniwersytetu Palackiego.
Chrząszcz o smukłym ciele długości około 9,8 mm. Ubarwiony jest całkowicie czarno. Mała głowa zaopatrzona jest w tęgie, blaszkowate czułki, u których blaszka szóstego członu jest dwukrotnie dłuższa niż jego trzon, oraz w półkuliste oczy złożone o średnicach wynoszących 0,77 ich rozstawu. Przedplecze ma około 1,7 mm długości, 2,5 mm szerokości, tępe kąty przednie, silnie wyniesione i wklęsłe krawędzie boczne oraz ostro wystające kąty tylne. Listewki dzielą jego powierzchnię na siedem komórek (areoli), z których środkowa jest kompletna i przylega do tylnego brzegu przedplecza. Pokrywy są lekko z tyłu rozszerzone i mają powierzchnię podzieloną dobrze rozwiniętymi żeberkami podłużnymi pierwszorzędowymi i drugorzędowymi oraz gęsto, trochę nieregularnie rozmieszczonymi żeberkami poprzecznymi na komórki (areole). Genitalia samca cechują się mocno przysadzistym prąciem ze smuklejszą nasadową ⅓ długości oraz z dość tępym szczytem.
Owad orientalny, endemiczny dla Malezji, znany tylko z dwóch lokalizacji w stanie Pahang. Spotykany był na wysokościach od 1480 do 1800 m n.p.m.